# Mokrzeckia orientalis
Mokrzeckia orientalis är en stekelart som beskrevs av Subba Rao 1973. Mokrzeckia orientalis ingår i släktet Mokrzeckia och familjen puppglanssteklar. Inga underarter finns listade i Catalogue of Life.